# Петров Олександр Васильович
Петров Олександр Васильович (нар. 5 січня 1983, Ташкент, Узбекистан) — український науковець, проректор з науково-педагогічної роботи та організації освітнього процесу Вінницького національного технічного університету, декан факультету машинобудування та транспорту ВНТУ, кандидат технічних наук (2010), доцент кафедри технологій та автоматизації машинобудування (2011), відмінник освіти України (2023).

## Життєпис
Народився 5 січня 1983 року в місті Ташкент в Узбекистані у сім'ї військовослужбовця. У 1987 році переїхав до Вінниці. У 2005 році закінчив Вінницький національний технічний університет. Магістр з інженерної механіки за спеціальністю «Технологія машинобудування».

## Професійна діяльність
2002 — технік на факультеті МКЦ-7 Вінницького національного технічного університету (ВНТУ)
2005-2009 — навчання в аспірантурі ВНТУ
2005 — інженер кафедри технології та автоматизації машинобудування (ТАМ)
2005-2006 — асистент кафедри технології та автоматизації машинобудування (ТАМ)
2010 — захист кандидатської дисертації на тему «Гідропривод чутливий до навантаження на базі мультирежимного гідророзподільника». З того ж року старший викладач кафедри технології та автоматизації машинобудування (ТАМ)
2010 — присуджено науковий ступінь кандидата наук за спеціальністю «Машинознавство»
2011 — виконувач обов'язків декана факультету технології, автоматизації та комп'ютеризації машинобудування
2011 — доцент кафедри технології та автоматизації машинобудування у ВНТУ
2012-2015 — заступник директора Інституту машинобудування та транспорту з навчально-методичної роботи
2015-2020 — заступник декана з навчально-методичної роботи, факультету машинобудування та транспорту
2020 — декан факультету машинобудування та транспорту ВНТУ
2021 — проректор з науково-педагогічної роботи та організації освітнього процесу ВНТУ.

## Звання та нагороди
- Почесна грамота Вінницької обласної державної адміністрації за багаторічну плідну працю, високий педагогічний профісіоналізм, вагомі досягнення у науковій та науково-методичній роботі (2014);

- Почесна грамота Міністерства освіти та науки України за бездоганну працю, плідну педагогічну діяльність та досягнуті успіхи у справі навчання і виховання підростаючого покоління (2017);

- Грамота Виконавчого комітету Вінницької міської ради за активну громадську позицію, вагомий внесок в культурний розвиток міста Вінниці та з нагоди відзначення Дня молоді (2017);

- Подяка Міністерства освіти і науки України за багаторічну плідну працю, вагомий особистий внесок у підготовку висококваліфікованих спеціалістів та плідну науково-педагогічну діяльність;

- Грамота Міністерства освіти і науки України за багаторічну сумлінну працю, вагомий особистий внесок у підготовку кваліфікованих спеціалістів та плідну педагогічну діяльність (2019);

- Почесна грамота Міністерства освіти і науки України за ініціативу та наполегливість, високий професіоналізм, сумлінне виконання службових обов'язків та вагомий особистий внесок у розвиток сфери освіти і науки України (2020);

- Грамота Вінницької міської ради за вагомий внесок у справу навчання і виховання підростаючого покоління, високу професійну майстерність, наполегливість і відданість справі, активну громадянську позицію та з нагоди 60-річчя від дня заснування закладу (2020);

- Нагрудний знак МОН України «Відмінник освіти України»[1] (2023);

- Почесна грамота Вінницької обласної військової адміністрації та обласної Ради за значний особистий внесок у розвиток національної освіти, сумлінну творчу працю, високий професіоналізм та з нагоди Дня працівників освіти[2] (2024).

## Науковий доробок
Професор Петров є автором понад 60 наукових праць, у тому числі 1 монографії, 4 навчальних посібників, 7 патентів на корисну модель, понад 30 статей, 8 методичних вказівок, 2 дистанційних курсів, 21 cвідоцтва про авторське право на комп'ютерні програми.

## Викладає дисципліни
- Технологічна оснастка

- Комп’ютерне проектування технологічного оснащення.

## Основні напрямки наукової роботи
- пропорційні системи керування енергоощадними гідроприводами мобільних робочих машин;
- комп'ютерне моделювання гідродинамічних процесів у тривимірних моделях гідроагрегатів.

## Наукові публікації
- Виконання креслеників та тривимірних моделей машинобудівних виробів за допомогою САD - системи : навч. посібник / А. Г. Буда, О. В. Петров. – Вінниця : ВНТУ, 2019 – 104 с.

- Інформатика. Курсове проектування машинобудівних спеціальностей : навчальний посібник / Л. Г. Козлов, О. В. Петров, Н. С. Семічаснова, К. І. Кюцюбівська. – Вінниця : ВНТУ, 2012.

- Технологічна оснастка :  навчальний посібник / О. В. Петров, С. І. Сухоруков ; ВНТУ. – Вінниця : ВНТУ, 2018.

- Transient Processes Quality Indicators of the Rotation Lever Hydraulic Drive for the Dust-Cart Manipulator / О. Bereziuk, O. Petrov, M. Lemeshev, A. Slabkyi, S. Sukhorukov // Lecture Notes in Mechanical Engineering : 6th International Conference on Design, Simulation, Manufacturing: the Innovation Exchange 2023, № 295349, 6-9 June 2023. - High Tatras, 2023. - P. 3–12.

- Substantiation of the Design Calculation Method for the Vibroturning Device / R. Obertyukh, A. Slabkyi, O. Petrov, D. Bakalets, S. Sukhorukov // Lecture Notes in Mechanical Engineering : 5th International Conference on Design, Simulation, Manufacturing : the Innovation Exchange 2022, № 278369, 7-10 June 2022. - Poznan. - P. 185-195.

- Optimization of design parameters of a counterbalance valve for a hydraulic drive invariant to reversal loads /  Leonid Kozlov,  Leonid Polishchuk,  Oleh Piontkevych,  Viktor Purdyk, Oleksandr V. Petrov, Volodymyr M. Tverdomed, Piotr Kisala, Saltanat Amirgaliyeva, Bakhyt Yeraliyeva, Aigul Tungatarova // Mechatronic Systems 1: Applications in Transport, Logistics, Diagnostics, and Control. - 2021. - Сhapter 12. - Р. 137–148.

- Application of feedback elements in proportional electrohydraulic directional control valve with independent flows control / Dmytro O. Lozinskyi, Oleksandr V. Petrov, Natalia S. Semichasnova, Konrad Gromaszek, Maksat Kalimoldayev, Gauhar Borankulova // Mechatronic Systems 1: Applications in Transport, Logistics, Diagnostics, and Control. - 2021. - Р. 127–136.

- Algorithm of controlling an adaptive hydraulic circuit for mobile machines / Leonid Kozlov, Yurii Buriennikov, Oana Rusu, Volodymyr Pyliavets, Vadym Kovalchuk, Oleksandr Petrov, Ioan Rusu // International Journal of Modern Manufacturing Technologies. - 2021. - Vol. 13, іs. 3. - Р. 79–86.

- Energy Saving Load-Sensing Hydraulic Drive Based on Multimode Directional Control Valve / О. Petrov, А. Slabkyi, L. Kozlov, N. Rybko // Lecture Notes in Mechanical Engineering : 4th International Conference on Design, Simulation, Manufacturing : the Innovation Exchang 2021, № 26023, 8-11 June 2021. - Lviv, - 2021. - Р. 371–380.

- Mathematical Modeling of the Device for Radial Vibroturning / R. Obertyukh, А. Slabkyi, О. Petrov, V. Kudrash // Lecture Notes in Mechanical Engineering : 2nd Grabchenko’s International Conference on Advanced Manufacturing Processes, Inter Partner 2020, № 255159, 8-11 September 2020. - Odessa, 2021. - Р. 566–576.

- Mathematical Modeling of the Operating Process in LS Hydraulic Drive Using MatLab GUI Tools / Oleksandr Petrov, Andrii Slabkyi, Inna Vishtak, Leonid Kozlov // Lecture Notes in Mechanical Engineering : 3rd International Conference on Design, Simulation, Manufacturing : the Innovation Exchange, DSMIE 2020, № 240799, 9-12 June 2020. - Kharkiv. - Р. 52–62.

- Improvement of the hydraulic units design based on CFD modeling / Oleksandr Petrov, Leonid Kozlov, Dmytro Lozinskiy, Oleh Piontkevych // Lecture Notes in Mechanical Engineering. - 2020. - Р. 653-660.